# 土方歲三
土方歲三（日语：〔〕／ Hijikata Toshizō，1835年5月31日—1869年6月20日，即為天保六年5月5日－明治二年5月11日），為新選組副長。諱義豊，雅號豊玉。化名內藤隼人。

## 生涯

### 出身
武藏國多摩郡石田村（現在東京都日野市石田）出生。一般認為他是六兄弟姐妹中最小的，近年的史料發現可能實為十兄弟姐妹中最小的。土方家出身為平民。出生前父親已過世，六歲時母親亦過世，而由二哥喜六夫妻倆扶養長大。
十一歲時在江戶上野的「松坂屋和服店」（現在松坂屋上野店）當學徒，但不久即因和前輩爭執而返回日野。十七歲時至江戶傳馬町的和服店工作，亦因為和上司不和而回到日野。之後以其家相傳的秘方傷藥「石田散藥」四處行商 ，並在此時至各地的劍道道場修業及比試。在日野的佐藤道場透過姐夫佐藤彦五郎結識了之後的天然理心流第四代傳人島崎勝太（之後的新選組局長近藤勇）。
歲三在安政六年（1859年）3月29日、正式成為天然理心流的入門弟子。文久三年2月，歲三隨著近藤道館的師兄弟一起參加幕府上京都的浪士組召募。

### 新選組副長
文久3年（1863年）八月十八日政變後，他與近藤勇所參加的壬生浪士組因功賜名為新選組。近藤勇原本與芹澤鴨、新見錦共同領導，但芹澤與新見二人在京都經常酒醉鬧事，甚至勒索，後新見錦切腹、近藤派並肅正了芹澤和其黨羽、自此近藤勇終於得以一伸報國之志，而土方則就任副長，負責京都的治安警護維持。
新選組的權力集中在局長，出謀劃策則由副長土方承擔。元治元年（1864年）6月5日池田屋事件時、土方率隊前往長州土佐藩士進出頻繁的四國屋進行搜索，卻不見可疑人物，旋即前往池田屋支援近藤等人。新選組在池田屋事件之後得到破格的恩賞。
新選組的局中法度（該詞為子母澤寬杜撰），對違法犯紀和無故叛逃的隊士相當嚴格，往往切腹是唯一的懲罰。連總長山南敬助叛逃之舉，也被下令切腹。

### 戊辰戰爭
慶應3年（1867年）6月他被封為幕臣，但同年10月14日即發生大政奉還、12月9日王政復古時事實上幕府已經瓦解。慶應4年1月3日，以鳥羽伏見之戰為前哨的戊辰戰爭爆發，土方代替於墨染事件中負傷的局長近藤勇率領新選組參戰，但在皇軍新式槍炮前敗北。土方覺悟到冷兵器的時代已經過去，而開始致力引進西洋軍備 。
鳥羽伏見之戰戰敗的幕府軍從大坂往江戶撤退後，近藤化名大久保剛、土方化名内藤隼人避走甲斐，於3月6日甲州勝沼之戰再度敗退。4月3日時在皇軍包圍下，土方阻止了近藤的切腹謝罪，並前往江戸向勝海舟請求赦免近藤，但勝海舟未能成功說服皇軍，慶應4年（1868年）4月25日、近藤勇在板橋（現在JR板橋站前）被斬首。
是年4月11日，江戶城無血開城。土方率流山殘部與幕府軍主力會師。之後，土方和立見尚文、秋月登之助於半日內攻破皇軍名將有馬藤太鎮守的宇都宮城（關東七大名城之一，素有難攻不落之名）。但是壬生之戰中，土方不幸於亂軍中被地面跳彈所傷，轉進會津休養了三個月，並在此時興建了供奉近藤勇的天寧寺。
8月會津戰爭，土方前往庄內藩尋求援軍支援，之後在仙台加入了榎本武揚率領的舊幕府海軍繼續奮戰新政府軍。與榎本共同出席奥羽越列藩同盟軍議、但奥羽越列藩同盟不久即瓦解、同盟藩一一向皇軍屈服投降，遂率領新選組殘部和桑名藩士乘上大江號、與榎本武揚於10月12日自仙台折濱（現宮城縣石卷市折濱）出航、前往蝦夷地（北海道）。

### 箱館戰爭
10月20日、於蝦夷地鷲之木上陸後、土方被任為兼道軍總督攻向五稜郭城。佔領箱館（今函館市）・五稜郭後、土方率領額兵隊直撲松前城（福山城），未幾應聲陷落。同時、榎本武揚率領海軍掩護、但開陽號軍艦卻在江差沖遇上暴風雨而觸礁沈沒。12月15日榎本為招待各國領事返回五稜郭，並舉辦亞洲第一次記名選舉。開票結果，由通曉國際公法的榎本武揚擔任總裁，並公告列強，成立蝦夷共和國繼續對抗新政府軍。土方就任陸軍奉行並（陸軍副司令，中將缺）、兼箱館市中取締（警察總長）及陸海軍裁判局長（陸海軍憲兵總監）。
先有近代東洋海戰史首見之接舷作戰，也就是著名的宮古灣海戰，土方以回天一艦突入新政府軍泊地，強襲官軍旗艦甲鐵，但因甲鐵擁有新兵器格林機槍而不幸功敗垂成。
明治2年（1869年）6月20日（陰曆5月11日）、新政府軍箱館戰爭總攻擊開始、新選組隊士島田魁守備的辯天台場被新政府軍包圍，陷入孤立。土方率領少數士兵突圍相救。土方於一本木關口力阻自七重濱大舉進犯的新政府軍，卻在亂戰之中腹部中彈，落馬不治。不久榎本武揚開城投降，蝦夷共和國滅亡，土方的遺體下落不明，而其他戰死者則被埋葬在五稜郭內。

## 其他
土方歲三與新選組的故事成為日本大眾文化膾炙人口的一環，在往後的小說和電影、動漫中都有不少以他為題材。在日本更有不少土方迷成立的社團。
墓地（紀念碑）
- 東京都日野市石田　石田寺
- 北海道函館市舟見町　稱名寺 （慰靈碑）
- 福島縣會津若松市東山町　天寧寺 （慰靈木碑）
- 東京都北區 瀧野川　壽徳寺
- 東京都荒川區 南千住　圓通寺

其故居開設了土方歲三資料館，目前由其兄長第六代子孫營運。
其佩刀為打刀「和泉守兼定」（いずみのかみかねさだ）和脇差「堀川國廣」（ほりかわくにひろ)。
其興趣另有和歌與俳句，展現其風雅的一面，著有《豐玉發句集》。

## 逸事
土方歲三流傳後世的照片與漫畫家荒木飛呂彥十分相似，由於荒木飛呂彥駐顏有術，又因土方歲三戰後生死未卜，遺體至今下落不明，而使人在兩者之間關係產生聯想。雜誌「ダ・ヴィンチ」曾在其2012年8月号特集中，以半開玩笑的方式將土方歲三的照片作為他1868年時的樣貌。
由於荒木飛呂彥的代表作《JoJo的奇妙冒險》中曾出現可令使用者變成不老不死的吸血鬼的石鬼面，因此網民借此揶揄這是荒木使用過石鬼面的佐證。

## 登場作品
歷史書
- 新選組始末記（角川書店、子母澤寬著）
- 幕末英傑-新選組（紅出版、倫世豪著）

小說
- 新選組始末記（角川書店、子母澤寬著）
- 新選組血風錄（中央公論新社、司馬遼太郎著）
- 燃劍（文藝春秋、司馬遼太郎著）
- 幕末新選組（文藝春秋、池波正太郎著）
- 壬生義士傳（文藝春秋、淺田次郎著）
- 虎狼的天空 小說新選組（文藝春秋、津本陽（日语：津本陽）著）
- 最後的武士道（集英社、津本陽著）
- 土方歳三－壬生狼（德間書店、峰隆一郎（日语：峰隆一郎）著）
- 新選組斬人劍―小說・土方歳三（講談社、早乙女貢（日语：早乙女貢）著）
- 回天之夢―小說土方歲三（角川學藝出版、井上進著）
- 不恭順的官賊 新撰組土方歳三的生存之方（KADOKAWA、原田伊織（日语：原田伊織）著）
- 草莽枯行（集英社、北方謙三著）
- 黑龍之柩（幻冬舍、北方謙三著）
- 最终的決鬥者（中央公論新社、逢坂剛著）
- 歲三之劍（講談社、著）
- 土方歲三（角川書店、富樫倫太郎（日语：富樫倫太郎）著）
- 松前之花－土方歲三 蝦夷血風錄（中央公論新社、富樫倫太郎著）
- 土方歲三：為劍而生 為誠而殉的生涯（PHP研究所、松永義弘（日语：松永義弘）著）
- 明治維新 血的最前戰－土方歲三 與長州戰至最後的男人（櫻花舍、星亮一（日语：星亮一）著）
- 土方歲三的生涯（新人物往来社、菊地明著）
- 土方歳三的鬼謀（角川春樹事務所、柘植久慶（日语：柘植久慶）著）
- 土方歲三（學研、岳真也（日语：岳真也）著）
- 北辰挽歌―土方歲三 海戰（學研、辻真先（日语：辻真先）著）
- 戰士之賦－土方歲三的生與死（集英社、三好徹著）
- 散華 土方歲三（新人物往來社、萩尾農著）
- 新選組 幕末青嵐（集英社、木內昇（日语：木内昇）著）
- 新選組意外史（作品社、八切止夫（日语：八切止夫）著）
- 來自歲三的傳言（講談社、北原亞以子（日语：北原亞以子）著）
- 土方歳三（新人物往來社、大內美予子（日语：大内美予子）著）
- （新潮社、京極夏彥著）
- 幕末群像傳 土方歲三（AI出版（日语：エーアイ出版）、小島政孝著）
- 翱翔蒼空 土方歳三戰鬥選集（牧野出版、橫山北斗（日语：横山北斗）著）
- 火星的土方歲三（朝日Sonorama（日语：朝日ソノラマ）、吉岡平（日语：吉岡平）著）
- Baragaki 土方歲三青春譜（講談社、中場利一（日语：中場利一）著）
- 土方歲三：我擁有的天空（明窓出版、七濱凪著）
- 土方歲三無賴控－Baragaki・參上（文藝社（日语：文芸社）、潮美瑤著）

影視劇
- 維新之曲（日语：維新の曲）（1942年、大映、演：寺島貢）
- 新撰組（1952年、東映、演：河津清三郎）
- 近藤勇 池田屋騷動（1953年、新東宝、演：阿部九州男）
- 新選組鬼隊長（1954年、東映、演：原健策）
- 桂小五郎與近藤勇：龍虎決戰（1957年、新東宝、演：江川宇礼雄）
- 新選組（1958年、東映、演：山形勳（日语：山形勲））
- 壯烈新選組 幕末動亂（日语：壮烈新選組 幕末の動乱）（1960年、東映、演：黑川彌太郎（日语：黒川弥太郎））
- 劍豪秘傳（1960年、NET、演：原保美）
- 新選組始末記（日语：新選組始末記#テレビドラマ（1961年））（1961年、TBS、演：戶浦六宏（日语：戸浦六宏））
- 新選組血風錄 近藤勇（1963年、東映、演：加藤武）
- 新選組始末記（1963年、大映、演：天知茂）
- 幕末残酷物語（1964年、東映、演：西村晃）
- 風雲兒半次郎（日语：風雲児半次郎）（1964年、MBS、演：佐藤慶）
- 新選組血風錄（日语：新選組血風録 (テレビドラマ)#1965年版）（1965年、NET、演：栗塚旭）
- 燃劍（日语：燃えよ剣#1966年版）（1966年、TX、演：內田良平（日语：内田良平 (俳優)））
- 三姊妹（日语：三姉妹）（1967年、NHK大河劇、演：岩下浩）
- 第十一位志士（日语：十一番目の志士#テレビドラマ）（1968年、NET、演：原田芳雄）
- 日本劍客傳（日语：日本剣客伝）（1968年、NET、演：寺島達夫）
- 龍馬來了（1968年、NHK大河劇、演：金内吉男）
- 鞍馬天狗（日语：鞍馬天狗 (1969年のテレビドラマ)）（1969年、NHK、演：前田昌明）
- 新選組（1969年、東宝、演：小林桂樹）
- 劍豪（日语：剣豪 (テレビドラマ)）（1970年、NET、演：勝部演之）
- 沖田總司（1974年、東宝、演：高橋幸治）
- 勝海舟（日语：勝海舟 (NHK大河ドラマ)）（1974年、NHK大河劇、演：藤龍也）
- 鞍馬天狗（日语：鞍馬天狗 (1974年のテレビドラマ)）（1974年、NTV、演：成田三樹夫）
- 吶喊（日语：吶喊）（1975年、ATG、演：仲代達矢）
- 花神（日语：花神 (NHK大河ドラマ)）（1977年、NHK大河劇、演：長塚京三）
- 新選組始末記（日语：新選組始末記#テレビドラマ（1977年））（1977年、TBS、演：古谷一行）
- 幕末未来人（日语：幕末未来人）（1977年、NHK、演：青砥洋）
- 鞍馬天狗（1981年、TBS、演：細川俊之）
- 宛如炎光（日语：炎のごとく）（1981年、東寶、演：伊吹吾郎）
- 沖田總司 華麗的暗殺者（1982年、CX、演：柴俊夫）
- 龍馬來了（日语：竜馬がゆく#1982年版）（1982年、TX、演：伊達正三郎）
- 壬生戀歌（日语：壬生の恋歌）（1983年、NHK、演：夏八木勳（日语：夏八木勲））
- 燃花迸散：炎之劍士 沖田總司（1984年、NTV、演：柴田恭兵）
- 白虎隊（日语：白虎隊 (1986年のテレビドラマ)）（1986年、NTV、演：近藤正臣）
- 高爾夫黎明之前（日语：ゴルフ夜明け前）（1987年、東寶、演：西川紀夫（日语：西川のりお））
- 新選組（1987年、ANB、演：竹脇無我）
- 五稜郭（日语：五稜郭 (テレビドラマ)）（1988年、NTV、演：渡哲也）
- 野心之國（日语：野望の国）（1989年、NTV、演：本田博太郎）
- 鞍馬天狗（日语：鞍馬天狗 (1990年のテレビドラマ)）（1990年、TX、演：菅田俊）
- 燃劍（日语：燃えよ剣#1990年版）（1990年、TX、演：役所廣司）
- 幕末純情傳（日语：幕末純情伝）（1991年、松竹、演：杉本哲太）
- 新選組：池田屋血鬥（1992年、TBS、演：地井武男）
- 太陽照常昇起（1996年、CX、演：渡邊裕之）
- 新選組血風錄（日语：新選組血風録 (テレビドラマ)#1998年版）（1998年、ANB、演：村上弘明）
- 德川慶喜（1998年、NHK大河劇、演：橋爪淳）
- 尾張幕末風雲錄（1998年、TX、演：北爪俊行）
- 御法度（1999年、松竹、演：北野武）
- 壬生義士傳 新選組最強的男人（日语：壬生義士伝#テレビドラマ）（2002年、TX、演：伊原剛志）
- 壬生義士傳（日语：壬生義士伝#映画）（2003年、松竹、演：野村祐人）
- IZO（2004年、Teamokuyama、演：勝野洋）
- 新選組！（2004年、NHK大河劇、演：山本耕史）
- 輪違屋糸里〜女子們的新選組〜（日语：輪違屋糸里#テレビドラマ）（2007年、TBS、演：伊藤英明）
- 龍馬傳（2010年、NHK大河劇、演：松田悟志）
- 新選組血風錄（日语：新選組血風録 (テレビドラマ)#2011年版）（2011年、NHK-BS、演：永井大）
- 白虎隊：不敗的人們（日语：白虎隊〜敗れざる者たち）（2013年、TX、演：岸谷五朗）
- 八重之櫻（2013年、NHK大河劇、演：村上淳）
- 最後的餐廳（2016年、NHK、演：松田悟志）
- 燃劍（日语：燃えよ剣#2020年版）（2020年、東寶、演：岡田准一）
- 直衝青天（2021年、NHK大河劇、演：町田啓太）
- 幕末相棒傳（日语：相棒_(五十嵐貴久の小説)#テレビドラマ）（2022年、NHK、演：向井理）

動漫畫
- 銀魂（集英社、空知英秋作）
- 琥珀ACE（角川書店、經驗值（日语：経験値 (漫画家)）作）
- 茜色之風：新撰組血風記錄（日语：あかね色の風 -新撰組血風記録-）（集英社、車田正美作）
- 爆彈！〜幕末男子〜（日语：ばくだん!〜幕末男子〜）（講談社、加瀨敦（日语：加瀬あつし）作）
- 陸奧圓明流外傳 修羅之刻 風雲幕末編（講談社、川原正敏（日语：川原正敏）作）
- 風光（日语：風光る (渡辺多恵子の漫画)）（小學館、渡邊多惠子作）
- 月明星稀：再會新選組（日语：月明星稀 - さよなら新選組）（小學館、盛田賢司（日语：盛田賢司）作）
- PEACE MAKER鐵（艾尼克斯、黑乃奈奈繪作）
- 新選組刃義抄：ASAGI（日语：新選組刃義抄 アサギ）（艾尼克斯、山村龍也（日语：山村竜也）作・蜷川八重子（日语：蜷川ヤエコ）畫）
- 北走新選組（白泉社、菅野文作）
- Chiruran：新撰組鎮魂歌（日语：ちるらん 新撰組鎮魂歌）（Coamix、梅村真也作・橋本英治（日语：橋本エイジ）畫）
- 錯過星星的男人（日语：星をつかみそこねる男）（青林堂、水木茂作）
- 貓貓新撰組（日语：ぬこぬこ新撰組）（德間書店、耳式作）
- 歳三〜新撰組箱館戰記〜（潮出版社、神田貴志（日语：神田たけ志）作）
- 漂流武士（少年畫報社、平野耕太作）
- 黃金神威（集英社、野田智作）
- 天漫浮世錄 （小學館、赤堀悟作・北崎拓畫）
- 北之邊境的夢 土方歲三外傳（Beaglee（日语：ビーグリー）、佐知美梨穗作）
- 薄櫻鬼 ～新選組奇譚～
- 刀劍亂舞
- 名偵探柯南：100萬美元的五稜星
- 青之壬生浪（講談社、安田剛士作）

遊戲
- Fate/Grand Order（配音:星野貴紀）
- 在茜色世界與君詠唱（配音：津田健次郎）

## 外部連結
- 新選組SHINSENGUMI 網頁 （页面存档备份，存于）

- 新選組百科事典 （页面存档备份，存于）
- 日野市立新選組のふるさと歴史館
- 松坂屋「ひと・こと・もの」語り （页面存档备份，存于）
- 『月刊 歴メン 土方歳三』（页面存档备份，存于）
- 土方歳三資料館 （页面存档备份，存于）
- 土方歳三函館記念館 （页面存档备份，存于）
- 土方歲三資料館公式チャンネル （页面存档备份，存于）